# Чалдаш (Огузский район)
Чалдаш (азерб. Çaldaş) — село в Огузском районе Азербайджана. Предыдущее название — Астрахановка (азерб. Astraxanovka).

## География
Село расположено в 45 километрах к югу от города Огуз, в низкогорной предгорной зоне. Высота над уровнем моря составляет 380 метров.

## История
Село Чалдаш входит в сельский административно-территориальный округ Беюк Сеюдлу.
Поселение возникло в XIX веке в результате переселения семей из Астраханской губернии.
В соответствии с законом О переименовании некоторых территориальных единиц Азербайджанской Республики от 12 июня 2018 года название села Астрахановка было изменено на Чалдаш.

## Население
По данным переписи населения 2009 года в селе проживало 544 человека. Сельское население занимается скотоводством и земледелием.
Национальный состав села преимущественно лезгины.